# Miramar (Floryda)
Miramar – miasto w Stanach Zjednoczonych, w stanie Floryda, w hrabstwie Broward. Według spisu w 2020 roku liczy 134,7 tys. mieszkańców i jest czternastym co do wielkości miastem Florydy. Jest częścią obszaru metropolitalnego otaczającego miasto Miami.

## Demografia
Blisko połowa populacji (48,5%) to Afroamerykanie lub czarnoskórzy, 33,7% stanowią Latynosi, 11,1% to osoby białe nielatynoskie i 5,1% to Azjaci.